# NSU Trapeze
La Trapeze è stato un prototipo disegnato da Marcello Gandini per la casa automobilistica tedesca NSU. 

## Origini
Nel 1971, al Salone di Torino, la carrozzeria Bertone presentò il concept della Lancia Stratos. Due anni dopo, nel 1973, al Salone di Parigi, Gandini disegnò per la NSU una concept car che si ispirava molto alla Stratos, ripresentando molti concetti stilistici del modello in questione: volumi molto compatti, un enorme parabrezza avvolgente e finestre laterali senza soluzione di continuità.

## Caratteristiche

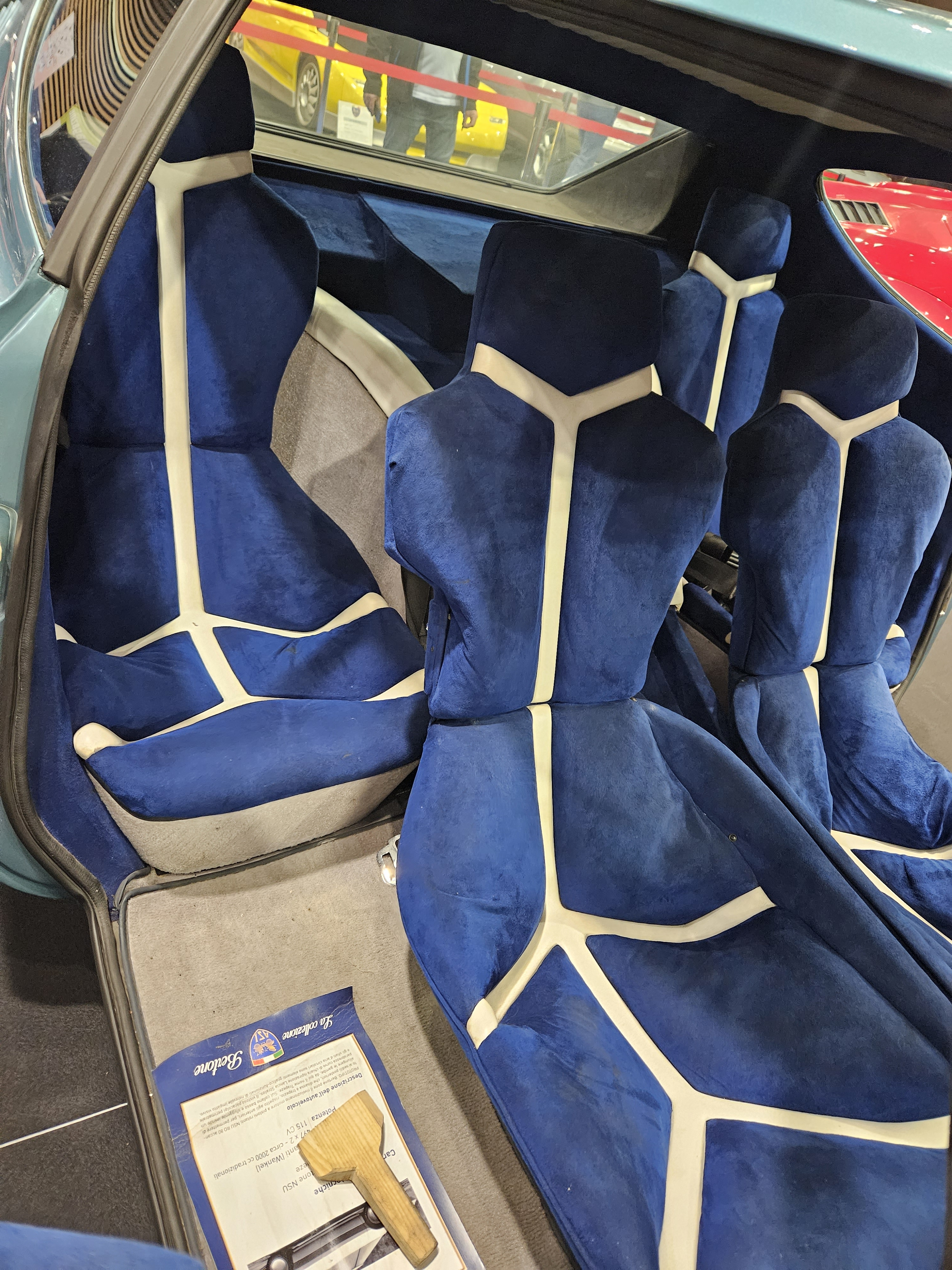
I sedili disposti "a trapezio"

La Trapeze fu concepita come una vettura sportiva con il motore in una posizione posteriore centrale. Questa soluzione venne adottata principalmente per dare alla vettura una ottimale distribuzione dei pesi.
Il motore in questione era un birotore Wankel derivato dalla NSU Ro80. Grazie alle dimensioni ridotte del motore, un 1.0 L capace di sviluppare 115 CV e 158 Nm di coppia, Gandini riuscì a sfruttare lo spazio extra per aggiungere altri due posti posteriori, rendendo così la Trapeze la prima vettura sportiva a motore centrale ad avere quattro veri posti. I sedili posteriori, tuttavia non si trovavano in una posizione classica, ma erano leggermente sfalsati: da qui il nome Trapeze (trapezio).
Questa soluzione permise di ridurre la distanza tra le due file e di offrire spazio per le gambe a chi sedeva dietro. Inoltre, dal punto di vista della sicurezza, lo spazio fra il passeggero anteriore e la porta costituiva un elemento di protezione in caso di urti laterali.
Altra caratteristica degna di nota erano i sei fari a scomparsa disposti lungo quasi tutto il muso anteriore della vettura.

## La mancata produzione
La Trapeze era stata costruita con componenti che preannunciavano la messa in produzione del veicolo. Tuttavia, la produzione non fu mai realizzata per via degli enormi costi di progettazione e realizzazione sostenuti dalla NSU per il Wankel, per gli alti consumi, aggravati dal cambio solo automatico, e per la crisi energetica, tutti fattori che portarono anche l'intera casa automobilistica suddetta al collasso finanziario.